# Ținutul Primorie
Kraina Primorie (în rusă Приморский Край, transliterat: Primorski Krai) este un ținut din Rusia cu statut de subiect federal (kraină). Numele krainei poate fi tradus aproximativ prin „ținutul litoralului”.

## Geografie
Kraina Primorie este localizată în Orientul Îndepărtat al Rusiei. Se învecinează cu China la vest, Coreea de Nord la sud, Kraina Habarovsk la nord și Marea Japoniei la est.
Orașele principale din Kraina Primorie sunt Vladivostok (659,000 locuitori), Nahodka (192,000 locuitori), Usurisk (162,000 locuitori).

## Istorie
Primii locuitori au apărut în urmă cu 50-60,000 de ani, în paleolitic și erau popoare paleoasiatice și tunguse. Descendenții acestor băștinași încă locuiesc în această regiune, anume poporațiile de nanai, evenci și udegi.
Între 698 și 936, regiunea a aparținut regatului feudal Balhea, care includea și nordul Coreei și părți din Manciuria.
Între 1115 și 1234 zona a fost stăpînită de Imperiul Jurchen, condus de un popor tungus. Acest imperiu s-a prăbușit în urma invaziei mongole condusă de Ginghis Han. Mongolii au distrus toate orașele Imperiului Jurchen și au înrobit populația. Supraviețuitorii s-au ascuns în păduri și văile râurilor, începînd o viață de culegători de fructe, pescari și vânători.
Conform tratatului din 1689 dintre Rusia și China, teritoriile de la sud de Munții Stanovoi, inclusiv Primorie, aparțineau Chinei. Odată cu slăbirea Chinei sub dinastia Qing, în a doua jumătate a secolului al XIX-lea, Rusia a început expansiunea în zonă.
Prin eforturile contelui Nicolai Muraviov-Amurschi, în 1858 s-a semnat un tratat ruso-chinez la Aigun, urmat peste 2 ani de tratatul de la Beijing, prin care granița ruso-chineză s-a mutat la sud pe rîurile Amur și Usuri. Astfel, Rusia a luat stăpînire Primorie, începând și colonizarea rusească în zonă. Între 1859 și 1882, s-au înființat 95 de localități.